# José Carvajal Hué
José Carvajal Hué (Málaga, 8 de octubre de 1835-Madrid, 4 de junio de 1899) fue un político, abogado, economista, empresario, escritor y periodista español, ministro de Hacienda y de Estado durante la Primera República por un breve período.

## Biografía
Huérfano de padre desde niño, su madre lo mandó a estudiar a Francia, formándose en Burdeos primero, y completando sus estudios mercantiles y de idiomas entre 1845 y 1851 en París. A su regreso a España, dado que los estudios franceses no eran reconocidos, sacó el Bachiller y se doctoró en Derecho en la Universidad de Salamanca. Instalado en Málaga desempeñó su trabajo como economista y contable en distintas empresas y fundó una Academia de la Juventud, germen de lo que sería después el Círculo Democrático.

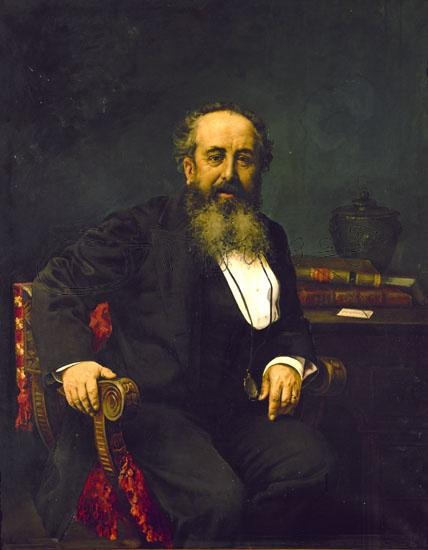
Retrato de Carvajal, obra de José María Fenollera.

Ávido en los negocios, fue consolidando una sólida posición económica, siendo uno de los principales accionistas en la Compañía de los Ferrocarriles Andaluces para la explotación de la naciente línea ferroviaria Ronda-Málaga, al tiempo que cofundó la Caja de Ahorros de Ronda.
Sus actividades empresariales le aproximaron a figuras de la política como Antonio Cánovas del Castillo y, sobre todo, a Emilio Castelar, del que fue un ferviente seguidor. Participó desde Málaga activamente en la Revolución de 1868 que puso fin al reinado de Isabel II. Durante el Sexenio Revolucionario fue un destacado militante republicano, elegido como diputado en las Cortes Generales en 1872 por el distrito electoral de Gaucín (Málaga).
Al proclamarse la república en 1873, se incorporó al gabinete como subsecretario de la Gobernación, bajo la presidencia de Estanislao Figueras. En junio de 1873 fue nombrado ministro de Hacienda por Francisco Pi y Margall, cargo que ocupó hasta septiembre de ese mismo año. Sustituido Pi y Margall por Castelar, éste le nombró ministro de Estado, cargo que desempeñó hasta el golpe de Estado del general Pavía.
Restaurada la monarquía en Alfonso XII, siguió siendo diputado hasta 1893, también por Gaucín y por la capital provincial, Málaga, si bien se retiró al poco de la vida política centrando su actividad en los negocios, como articulista de prensa y jurista.
Fue miembro de la Real Academia de Jurisprudencia y Legislación, del Ateneo de Madrid y decano del Colegio de Abogados de Madrid.
En 1873, fue elegido soberano gran comendador del Supremo Consejo del Grado 33 para España del Rito Escocés Antiguo y Aceptado, alto cuerpo masónico.